# Iveta Šranková
Iveta Šranková (* 1. října 1963 Zlaté Moravce, Československo) je bývalá slovenská pozemní hokejistka, hráčka Calexu Zlaté Moravce, československá reprezentantka, nejmladší členka stříbrného týmu na olympiádě v Moskvě v roce 1980.